# 星川麻紀
星川 麻紀（ほしかわ まき、1991年9月3日 - ）は、日本の元AV女優。C-more Entertainment 所属。

## 略歴
2013年にAV女優としてデビュー。ザーメンソムリエ。『面接即採用。即デビュー！VOL.5 美しすぎる現役保育士。 オナニーが好きすぎて応募してきた素人娘。』（MOODYZ、2013年6月発売）でデビュー。し、ドグマを代表するM系女優として活動。2017年にAV活動を引退。引退作では監督・脚本・主演の3役を兼任した。

## 人物
AVが好きで志願してプロダクションに入所した。歴代彼氏に「可能ならば私のために死んで欲しい」と過酷な要望し、性癖の合う男性が現れなかったためAVの扉を叩いた。
積極的にM作品に出演し、土に埋められたこともある。フィストファック作品も多数出演。フェチ界隈のクイーンとも呼ばれ、性交のない金粉作品、風船作品、金蹴り作品にも多数出演していた。

## 作品

### アダルトビデオ

#### 2013年
- 面接即採用。即デビュー! VOL.5 美しすぎる現役保育士。 オナニーが好きすぎて応募してきた素人娘。（6月1日、MOODYZ）
- Hの最中にバレないよう妻に目隠しして旦那と入れ替わったAV男優の超絶テクニックで何度も激イキさせられている最愛の妻をカメラで撮ってみませんか?（7月18日、SODクリエイト）他出演:水野朝陽 ほか
- 女子校生失禁中出しレイプ 麻酔で抵抗出来ず犯されまくる少女達（8月1日、DOC）他出演:佐山あづみ、篠田彩音
- 現役保母さん、精子飲む。（8月9日、ワープエンタテインメント）
- 禁断銭湯レズビアン（8月16日、クリスタル映像）共演:長谷川夏樹、美山蘭子、横山みれい
- 人間観察ドキュメント 01 ネットで話題の個人レッスン出張サービス。を、行っている美人講師を、強引にヤる。 5人 検証の4時間。（9月3日、プレステージ）他出演:松井加奈、益若エリカ、咲田ありな、鈴村みゆう
- 素人の新婚夫婦とはじめ企画的野球拳で勝負して可愛い若奥様を夫の目の前で寝取って大量中出ししちゃいました!!（9月13日、はじめ企画）他出演:渡辺美羽 ほか
- 一度でいいからHしたい!けど勇気がない… あなたが毎晩オナネタにしている 身近だけど触れられない知人女性とSEXできます! 2（9月19日、ディープス）他出演:工藤美紗、永瀬あき、日向小夏
- 高時給バイトに集まって来た素人娘に「キモ男を虐めてください!」とお願いしたら意外にも本性丸出しでヤってくれました4時間（10月1日、最強）他出演:椎名ゆな、脇阪エム、鈴村みゆう、滝川かのん、篠田彩音、佐山あづみ ほか
- 性欲処理専門 輪姦セックス外来医院（10月10日、SODクリエイト）共演:新山かえで、板野有紀、椿かなり
- ガス点検作業員に扮したAV女優とAV男優が素人夫婦の自宅に上がり込み、旦那と奥さんをそれぞれ別々の場所で誘惑! 声が聞こえちゃう…バレたら家庭崩壊…でも目の前の誘惑に打ち勝てない! 後先考えずの生中出し!（10月10日、ディープス）他出演:北川エリカ ほか
- 〜湯けむりの美少女〜 「いれて かけて 飲ませて」 こんなイタイケな娘と一昼夜ハメ通し!（10月13日、オーロラプロジェクト）
- 美少女即ハメ白書 17（10月22日、ソクハメラボ）他出演:青葉みうき、雪本芽衣、武藤つぐみ
- 妄想再現 私、高校生のころ、こんな風にレイプされたかった。（10月25日、オーロラ・プロジェクト）
- SOD女子社員 オナホール開発プロジェクト 社内一斉おま○こチェック&奇跡の名器を探せ! 連続ナマち○ぽ挿入!!（11月9日、SODクリエイト）※「星野槙子」名義　他出演:南出莉奈、竹下優奈、篠原裕子、斉藤愛子、皆藤あずみ、相野爽香、大村楓、野田麻里子、川越涼香、澤田玲奈、駒田晴香、結城美央、戸塚桃子、小島絵美
- 痴漢OK娘 VOL.12（11月9日、ナチュラルハイ）他出演:辻井ゆう、芹沢さくら、永作ゆう美
- 嫁のママ友に手を出したら淫れイキする早漏妻だった（11月21日、AKNR）他出演:湊莉久、桜井あゆ
- 監禁強姦シェアハウス（11月22日、MAD）共演:堀内秋美
- 優等生×ガチ生×受精（11月25日、豊彦企画）※「安藤夏美」名義
- 美少女の監禁飼育ビデオ（12月1日、プラネットプラス）
- 働くオンナ猟り 【仕事帰りのバスガイドをとことんハメ廻せ!!】 vol.06 新宿 バスガイド&OL編（12月3日、プレステージ）他出演:青木みゆ、青葉優香 ほか
- 絶対に手を出してはいけない相手を夜這いしちゃった俺 7（12月5日、AKNR）他出演:滝川かのん、原千草、百田まゆか
- 女教師in…（脅迫スイートルーム） Teacher Maki（26）（12月6日、ドリームチケット）
- おしゃぶりごっくん女子校生 ドM黒髪少女ザーメン調教（12月25日、みるきぃぷりん♪）

#### 2014年
- 制服少女@ビデオレター02 性に貪欲なウリ営業（1月1日、プラネットプラス）※「まき」名義
- ゴックン秘密基地（1月10日、ワープエンタテインメント）
- 見せつけレズビアン鑑賞倶楽部 Vol.2（1月22日、虎堂）共演:宮村恋　他出演:瀬名あゆむ、小滝みい菜、桃宮もも
- 私は家族の肉便器（1月23日、V&Rプロダクツ）
- 美少女軟体拘束新体操（1月25日、豊彦企画）※「星野あず」名義
- Pure Lesbian Love Love Show 〜レズAV監督 白虎の「本気の愛し合い」〜（2月1日、U&K）共演:篠めぐみ
- チ○ポをマ○コに挿入しながら、炊事、洗濯、入浴、マッサージを施す 「常に性交」家事代行サービス（2月6日、SODクリエイト）他出演:高梨あゆみ、桜井あゆ
- 現役保母さん、アナルを捧ぐ。（2月7日、ワープエンタテインメント）
- 素人レズナンパ VOL.1 ウブな素人娘の初めてのレズ体験（2月7日、OFFICE K'S）他出演:朝倉ことみ、葵こはる、宮村恋、小滝みい菜、早瀬ありす、今井花菜、日向あみる、星月莉央、夏希亜美
- 敏感純粋少女（2月13日、無垢）※「のりこ」名義
- エロ唇レズ接吻（2月21日、OFFICE K'S）共演:宮村恋 他出演:今井花菜、星月莉央、新山かえで、日向あみる、夏希亜美、琥珀うた
- 素人娘「お●んこドアップ!」カメラの前で本気のオナニー見せて下さい。 3（2月21日、虎堂）他出演:宮村恋、今井花菜、上原花恋、早瀬ありす、日向あみる、小滝みい菜、瀬名あゆむ、川越ゆい、大塚もも
- デカ尻女子校生の腰ふり騎乗位（3月1日、アロマ企画）他出演:上原志織、生駒はるな、さくら悠、摘津蜜、有馬ゆり
- ミス ソフト・オン・デマンド 社内美人コンテスト 2014（3月6日、SODクリエイト）※「星野槙子」名義　共演:水野理沙、森脇結衣、森口理奈、山本りん、高山愛理、後藤あいこ、相沢希美、ミュウ
- この指で…ベロチュウしながらシゴいてあげる♥ 2（3月7日、ワープエンタテインメント）他出演:湊莉久、葵こはる、星咲優菜、仲丘たまき、高梨あゆみ、河原美咲、篠宮ゆり、瀧川花音、伊原詩織
- 現役保母さん、イラマチオ。（3月7日、ワープエンタテインメント）
- 欲求不満でチ●ポを欲しがる女性患者は、ガマン出来ずに男性看護師を誘惑してハメる!（3月7日、OFFICE K'S）他出演:小滝みぃな、相葉レイカ、早瀬ありす
- 透明人間Z 図書館にあらわる編（3月20日、ROCKET）他出演:愛須心亜、葉月可恋
- 可愛い彼女に目の前でパンツを見せつけられる快感（3月25日、アロマ企画）他出演:摘津蜜、如月ゆうき、久保田愛梨、冴島かおり
- 痴女のスイッチ（3月25日、アロマ企画）他出演:上原志織、眞木あずさ、藤田りかこ、千星はるか、摘津蜜
- レズクンニリングス 3（4月4日、OFFICE K'S）共演:羽月希 他出演:夏目優希、芹沢つむぎ、結城みさ、堀内秋美、桜瀬奈、葵こはる
- JKおまんこずぼずぼ指オナニー 2（4月4日、OFFICE K'S）他出演:沙藤ユリ、上原花恋、水希杏、芹沢つむぎ
- （裏）手コキクリニック 〜完全版〜 性交クリニック 春の定期精液検査スペシャル（4月10日、SODクリエイト）共演:大塚れん、加藤ツバキ、櫻井ちはる、高梨あゆみ
- えろえろスペルマ 2（4月18日、精液本舗）
- 激臭チンボ!!鼻コキ!! 2（4月18日、OFFICE K'S）他出演:芹沢つむぎ、羽月希、上原花恋、結城みさ
- 小便姉妹（4月18日、OFFICE K'S）共演:羽月希 他出演:桜瀬奈、沙藤ユリ、結城みさ、芹沢つむぎ、夏目優希、葵こはる
- 濃厚ぬるまんレズビアン（4月18日、虎堂）共演:羽月希 他出演:夏目優希、水希杏、沙藤ユリ、上原花恋、堀内秋美
- 小悪魔JK 大胆パンチラ コレクション DX2（4月25日、アロマ企画）他出演:篠宮ゆり、川越ゆい、阿部乃みく、千星はるか、HIKARI
- 包茎チ○ポ株式会社 うちのオフィスは包茎ばかり 人事担当:星川麻紀（4月25日、アロマ企画）
- シロダーラ白目アナル中出し拷問 泣き叫ぶ女が媚薬で白目激イキ!（5月1日、V）
- 中出しOK娘 飯田橋編（5月9日、S級素人）他出演:川菜美鈴、君野由奈、雫月こと
- 「読者モデルの30分だけのバイト」と偽り都内の学校帰りの女子校生を水着に着替えさせたらどんなエッチなポーズを要求してもマジメ過ぎて断れない（5月10日、アイエナジー）
- 社員旅行で女子社員に囲まれて男は僕1人の王様ゲーム! 女性だらけの会社に就職してしまった僕。毎日、お茶くみや雑用等なんでも押し付けられている僕なので、社員旅行で温泉旅館に行っても状況は同じでまったく気が休まらない。でも僕をいつもパシリにしている上司の言い出した『王様ゲーム』で超楽しい社員旅行に激変!「王様の命令は絶対!」なので、嫌がりながらも意外とノリノリでエロい命令にも従い予想外にオイシイ思いができた!（5月10日、Hunter）他出演:真木今日子、玉木ちな、北川エリカ、本田莉子、春日もな、大塚れん、椎名まりな ほか
- 学校一の嫌われ者の僕が超満員電車で偶然、クラスのマドンナと超密着! マズイマズイと思いながらも下半身は反応してしまい最悪な事にマドンナの股間に勃起チ○ポが突き刺さってしまった!でもどうすることもできずもがいていると、マドンナの様子が急変!そして…まさか…（5月22日、Hunter）他出演:綾見ひかる、大森玲菜、高秀朱里、ほのかまゆ、高槻ルナ
- 媚薬浣腸痴漢 3 2穴挿入中出しSP（6月5日、ナチュラルハイ）他出演:有本紗世、琥珀うた
- ナニされても絶対、寝てなきゃダメ!!（6月6日、ワープエンタテインメント）他出演:原千草、西條るり、小森愛、成宮ルリ、桜木郁、椎名ゆな、板垣あずさ、桜井あゆ、芦田知子
- 現役保母さん、全部ヤル。（6月6日、ワープエンタテインメント）
- 若妻の匂い それから…（6月6日、光夜蝶）
- 噂の貧乳美女の胸チラを指摘して、赤面させてヤる（6月13日、S級素人）他出演:椎名みゆ、大森玲菜、ほのかまゆ、高槻ルナ
- 隣の奥さんは大人しそうな顔して 毎晩ズッコンバッコン旦那とやりまくって 燃えるゴミの日にバイブを 大量に出していたので注意してやったら 恥ずかしそうにオマンコを濡らすドM女だった（6月25日、マルクス兄弟）
- 答弁中に!政見放送中に!記者会見中に! おま○こを責められる姿で支持率上昇中の政党 自由にオマ○コいじられ党（7月10日、SODクリエイト）共演:川上ゆう、二宮ナナ
- 絶対に手を出してはいけない相手をレズ夜這い 8（7月10日、AKNR）共演:桜井あゆ　他出演:秋月夕奈、河愛雪乃、夢実あくび、西園寺れお、森田まゆ、白咲碧
- 女子校生 淫語逆痴漢 痴漢されて声も出せなかった真面目JKが淫語射精管理で逆襲!（7月24日、ROCKET）他出演:一之瀬すず、絵崎なな
- 脱SEX 革命AV 第5弾 またがり淫語ストリップダンス スレンダー美女がセクシーな色気だけで貴方を射精に導く密着ダンス －Lap Dance－ （7月24日、ROCKET）他出演:野間あんな、一之瀬すず、絵崎なな
- 女子校生の脚が好き 2（8月1日、OFFICE K'S）他出演:上原花恋、桜瀬奈、木村つな、沙藤ユリ
- JK小便ブチまけディルドオナニー（8月1日、OFFICE K'S）他出演:松下美雪、大森玲菜、篠宮ゆり、阿部乃みく
- 相互オナニーレズビアン（8月1日、虎堂）他出演:摘津蜜、松下美雪、桃宮もも、山本美和子、木村つな、大森玲菜、青井いちご
- 拘束強制射精エステ 2（8月5日、フリーダム）他出演:長瀬涼子、堀内秋美、西園寺れお
- 生中出し女子校生4時間 Special Selection（8月8日、BAZOOKA）他出演:君野由奈、咲田ありな、若桜りく、雫月こと
- 暴れん坊ザーメン（8月8日、ワープエンタテインメント）他出演:春原未来、白咲未羽、愛須心亜、みおり舞、石原のぞみ、成宮ルリ、水野葵、芦田知子、佐々木恋海
- 今日、あなたの妻が童貞の僕と浮気します。（8月8日、光夜蝶）
- レズクンニリングス 4（8月14日、OFFICE K'S）共演:摘津蜜　他出演:青井いちご、沙藤ユリ、篠宮ゆり、阿部乃みく、山本美和子、木村つな
- 子供と旦那が帰宅するまで1時間 「赤ちゃんできてもいい…もっともっと奥で下さい」 自宅で足を絡めて何度も求める「中出し6発」でやっとママは満足 6 排卵日に訪問編（8月21日、SODクリエイト）※「ユウナ」名義　他出演:カナ、ミナミ
- 黒タイトスカートが似合う働くお姉さんのビッタリ密着した肉感的なお尻に着衣のまんまチ●ポ擦り&ザー汁発射してもう着れないくらい汚しちゃいたい Part.2（9月5日、ワープエンタテインメント）他出演:水城奈緒、優菜真白、南梨央奈、涼風ことの、桜木郁、一之瀬すず、小西まりえ
- 例によって愛撫でイッちゃった僕のダメち●ぽをいつものように優しくお掃除&ゴックンするふりしながら丁寧におしゃぶりし続けて発射後もず〜っと勃ちっぱなしのチ●ポをそのまま挿入してマ●コで2発目を搾りとる連チャン精飲SEX（9月5日、ワープエンタテインメント）
- 全裸金蹴り 48手（9月5日、フリーダム）他出演:長瀬涼子、堀内秋美、西園寺れお、初芽里奈、冬瀬ゆら
- おしゃぶり学園 ピンサロ科 7（9月5日、FS.KnightsVisual）共演:愛原ゆあ、小宮山ゆき、植田陽菜
- 本気イキ! バイブオナニー（9月13日、マルクス兄弟）他出演:加納綾子、篠宮ゆり、椿かなり、上原ひなの、筒井まりか、藤咲愛、美咲ほたる、桃原まみか、水希杏、早川麻紀
- 姉姦（9月19日、sister）※「麻紀」名義
- 素人連れ込みナンパSEX騙し撮り 5（9月19日、フルセイル）他出演:水城唯
- 悪戯小便娘（9月20日、プールクラブ・エンタテインメント）他出演:川越ゆい、桜瀬奈、田中みゆき、木下こはる、鳴海小春
- 拉致監禁（9月29日、DID企画）他出演:沙藤ユリ、通野未帆、有本紗世、小西まりえ、辻井ゆう
- 騎乗位娘。（10月1日、TOY★GIRL）他出演:枢木みかん、宇佐美なな、水澤まお、さとう遥希
- 強制自慰アクメin… 3 密室マンズリ玩具調教（10月3日、ドリームチケット）他出演:江波りゅう、ASUKA、舞咲みくに、真木あずさ、芦名ユリア、知花メイサ
- ごちそうザーメン 2（10月3日、FS.KnightsVisual）他出演:瀬名あゆむ、相川めぐり、AIKA、沙藤ユリ、みづなれい、黒崎セシル、愛原ゆあ、小宮山ゆき、植田陽菜
- 美人OLの黒ストッキング責め（10月5日、フリーダム）他出演:長瀬涼子、堀内秋美、西園寺れお
- 純粋無垢な美少女の高画質完全主観フェラチオ 未公開16人4時間（10月13日、無垢）※「のりこ」名義　他出演:浜崎真緒、伊藤りな、鈴木心葉、竹内真琴、みなみ愛梨、武藤つぐみ、夏海いく、りく、渚あいな、あさみ、こころ、みずえ、めいこ、れい、みく
- 星川麻紀のベロベロちゅうちゅう（10月16日、グローリークエスト）
- おしっこシャワー 2（10月20日、レイディックス）他出演:雨宮真貴、椎名ひかる、高沢沙耶、如月しょうこ、三城ゆき子、安藤莉奈、安田あずみ、紫彩乃、進藤しずか、中園貴代美、五十嵐しのぶ、岸本りか、杉崎麗、佐伯かのん、朴美純、仲里ゆう、杉浦彩、百瀬かな、有吉芽衣紗、佐々木果穂、黒咲ルカ、瀬戸友里亜、要ユリア、小川奈緒、宮川れみ、加賀しのぶ、蒼井まろん、田名部はるな、夏目葵
- 素人連れ込みナンパSEX隠し撮り 7（10月22日、フルセイル）他出演:水城唯
- 競泳水着 顔面騎乗 2（11月5日、フリーダム）他出演:堀内秋美、長瀬涼子、西園寺れお、百田まゆか、石原あい、小川めるる、野宮さとみ、大森玲菜、二宮ナナ、夢実あくび、白咲碧、荒木まい、川越ゆい、栗原萌香、南梨央奈、本田莉子、摘津蜜
- 穴奴隷レズビアン 二穴挿入&フィストファック… 全穴ハードレズ調教（11月7日、ヒビノ）共演:愛咲れいら、山本美和子
- チンカス中毒 変態女（11月7日、OFFICE K'S）
- JK接吻カフェ（11月7日、OFFICE K'S）他出演:春日野結衣、桜瀬奈、結衣のぞみ、鳴美れい、春乃なな、星まりあ、篠宮ゆり
- 「あなた、ごめんなさい…私、不倫しています」 ふしだらな若妻たちの密会現場3本立て（11月8日、ヒビノ）他出演:篠宮ゆり、小川奈緒
- 成熟した姉の裸に触れた童貞弟はイケない事と知りつつもチ○ポを勃起させて「禁断の近親相姦」してしまうのか!? 4（11月20日、SODクリエイト）他出演:浜崎真緒 ほか
- MANIAC SEMEN Vol.2 ザーメンマニアの妄想（11月21日、S.P.C）
- 夫は知らない… ホームレスに酔いしれるセレブ妻（11月25日、ながえスタイル）
- 鼻上被せ（11月25日、DID企画）他出演:有本紗世、武藤つぐみ、川奈ひかる、萌芭、森田まゆ
- マゾ淫語 7（12月5日、クリスタル映像）
- 歳の差は30歳 わたしパパのお嫁さんになりたいの（12月5日、眠姦）
- 一般人カップル×真正中出し×連続射精ゲーム 「動かない彼氏を何回イカせてあげられる?」 “一切動いちゃいけない彼氏”を60分間で5回発射できたら100万円!! 2（12月6日、SODクリエイト）他出演:伊藤りな、水玉レモン ほか
- こたつで寝ていたお姉ちゃんのパンチラに股間がムラムラしてタマらず尻を撫で回していたら…発情してチ○ポをしゃぶりだした!!（12月6日、アイエナジー）他出演:白咲碧、本山茉莉、香山美桜、石原ゆりな
- 大好きなお姉ちゃんの友達をレズる妹 〜姉と2人だけの時間を邪魔する友達に嫉妬する妹と姉のマネをしないと気が済まない妹〜（12月6日、Hunter）他出演:篠宮ゆり、有本紗世、夏目優希 ほか
- 危機は突然（12月6日、DID企画）他出演:有本紗世、小西まりえ、辻井ゆう、川奈ひかる、萌芭、森田まゆ
- 女子校生強制中出し 3（12月12日、TMA）他出演:早瀬ありす、小宮山ゆき
- 説教しながら犯してくる、ママチャリ生活指導員（12月19日、DIY）他出演:小川奈緒
- 寝取られアナル妻 〜尻穴の快感が忘れられなくて〜（12月25日、マドンナ）

#### 2015年
- ビデオレター「私のオナニー見てください。」 ウリ営業をする女子校生6人（1月1日、プラネットプラス）他出演:高梨あゆみ、彩城ゆりな、若月まりあ、石原あい、日向あみる
- MANIAC SEMEN Vol.3 ザーメンマニアの妄想（1月3日、S.P.C）
- 罵倒地獄番外編 センズリを馬鹿にする女（1月5日、フリーダム）他出演:堀内秋美、長瀬涼子、西園寺れお、森田まゆ、水野朝陽、大場ゆい、木内亜美菜、小林るな、中野翔子、小川奈緒、高司奏、井上ひとみ、新山かえで、桜咲ひな、伊藤りな、川菜美鈴、吉村みさき、江波りゅう、桜ゆい、綾瀬ゆい、長谷川夏樹、本田莉子、南梨央奈、栗原萌香、川越ゆい、荒木まい、白咲碧、夢実あくび、二宮ナナ、百田まゆか、石原あい、小川めるる、野宮さとみ、大森玲菜、摘津蜜、紺野ひかる、逢乃なのは
- 殺人媚薬バトル（1月13日、トラウマアート）共演:宮川レミ
- 夫の隣で夜這いされ声を押し殺しながらも感じてしまう5人の人妻たち（1月15日、グローリークエスト）他出演:川村まや、優菜真白、萌芭、橋本麻衣子
- 夢のセックス 団地妻をモノにした管理人（1月25日、ながえスタイル）
- 監禁飼育された美少女5人 5時間（2月1日、プラネットプラス）他出演:高梨あゆみ、荒木まい、彩城ゆりな、日向あみる
- バレンタインデー・レズ 〜大好きなあの子とエッチがしたくて“媚薬入りの本命チョコ”をあげたら…〜（2月5日、Hunter）他出演:白咲碧、阿部乃みく、篠めぐみ、有本紗世 ほか
- 私、本名でセックスしてました。（2月6日、無名時代）
- Yapoo Auction 美畜逸品奴隷（2月7日、アタッカーズ）共演:かすみ果穂、翔田千里
- くいこみ股縄女剣士 3 ふんどし奴隷レズマゾ奉仕犬（2月19日、シネマジック）
- 浣腸されたままイカされ我慢しきれず潮と同時に自宅でぶっ放す清楚娘（2月19日、ナチュラルハイ）他出演:芹沢つむぎ ほか
- 妄想アイテム 究極進化シリーズ 教室ではパンツを脱ぐ!トイレは廊下!ザーメンは飲み物!　常識書き換えアプリを手に入れた!! 世界ではなく個人の常識や記憶をエッチに変えちゃう操りアプリ!!（2月19日、ROCKET）他出演:有本紗世、みおり舞、横山夏希、春日野結衣
- 怪奇！！ 超常催眠ファイル（2月27日、トラウマアート）共演:宮川れみ
- 浴びた女も感激する一撃!!大量顔射!!! Part.5（3月6日、ワープエンタテインメント）他出演:阿部乃みく、神波多一花、蓮実クレア、希咲エマ、松嶋友里恵、あゆみ翼、涼風ことの、望月るな、板垣あずさ、風間ゆみ
- スパルタ小便病棟（3月6日、フリーダム）他出演:小宮山ゆき、真島かおる、桜井心菜、原千草、みおり舞、逢沢るる
- 憧れの女子アナをスマホで強制操作 公開羞恥生放送（3月13日、ブイアンドアールプロデュース）共演:堀内秋美、朝倉ことみ
- 女子校生専用 性感レズエステ（3月20日、クリスタル映像）他出演:芹沢つむぎ、竹内真琴、彩城ゆりな、加納綾子
- 時間を止められちゃった俺（3月20日、OFFICE K'S）他出演:白咲碧、みおり舞、原千草、小宮山ゆき
- 淫語×愛液 クチュクチュオナニー 6（3月20日、虎堂）他出演:原千草、桜ゆい、速水優香、前田さおり、中里美穂
- 女子校スワッピングレズビアン 2（3月20日、虎堂）共演:みおり舞、逢沢るる、鈴森汐那
- 美女と包茎 6 包茎チンカス喰い（3月20日、S.P.C）他出演:春原未来、月野こころ、高木愛美
- ドッキリ失神メモリアル2 ～本当に情けない女性たち～（5月14日、トラウマアート）他出演:亜佐倉みんと、西園寺れお、川越ゆい、有本紗世、石川結衣、早乙女らぶ、宮川れみ、朝井涼香